# IOS 8
iOS 8 ist die achte Hauptversion des iOS-Mobilbetriebssystems, das von Apple als Nachfolger von iOS 7 entwickelt wurde. Es wurde am 2. Juni 2014 auf der Worldwide Developers Conference des Unternehmens angekündigt und am 17. September 2014 für alle Benutzer zugänglich gemacht.

## Neuerungen
Eine aktualisierte QuickType-Tastatur wurde eingeführt, die kontextbezogene Wortvorschläge liefert. Es wurde eine Funktion eingebaut, das die Kommunikation zwischen Geräten erleichtert. So kann man zum Beispiel eine SMS auf einem Mac oder iPad beantworten oder Anrufe entgegennehmen. Es gibt eine neue Spotlight-Vorschläge-Suchergebnisfunktion, die detailliertere Ergebnisse liefert. Weiter gibt es noch eine neue Familienfreigabe, bei der Familien ihre Konten verknüpfen können, um Inhalte austauschen zu können.

## Unterstützte Geräte
Im Vergleich zu iOS 7 wurde die Unterstützung für das iPhone 4 eingestellt.

### iPhone
- IPhone 4s
- IPhone 5
- IPhone 5c
- IPhone 5s
- IPhone 6

### iPad
- IPad 2
- IPad (3. Generation)
- IPad (4. Generation)
- IPad Air
- IPad Air 2
- iPad Mini (1. Generation)
- iPad Mini 2
- iPad Mini 3

### iPod touch
- IPod touch (5. Generation)
- IPod touch (6. Generation)